# 618 (tal)
618 är det naturliga heltal som följer 617 och följs av 619.

## Matematiska egenskaper
- 618 är ett jämnt tal.
- 618 är ett sammansatt tal.
- 618 är ett ymnigt tal.
- 618 är ett Sfeniskt tal.
- 618 är ett Polygontal.

## Inom vetenskapen
- 618 Elfriede, en asteroid.